# 古井弘人
古井 弘人（ふるい ひろひと、2月7日 - ）は、日本の作曲家、編曲家、キーボーディスト。所属事務所は、freestyle。GARNET CROWの元メンバー。

## 概要
当初は山根公路（現DEEN）とバンドを組んでおり、そのバンドでデビューする予定だった。T-BOLANや大黒摩季等を輩出した『BADオーディション』を契機にビーイングに入社し、編曲家として、DEENや宇徳敬子、小松未歩といった様々なビーイング系アーティストに楽曲を提供していた。その後GARNET CROWを結成し、編曲・キーボードを担当し、楽曲制作における実務的なリーダーとなる。GARNET CROWには他にAZUKI七もキーボードを担当しているが、AZUKI七がピアノ類、古井がシンセサイザー類を担当している。最近では音楽配信限定で個人活動も行っている（詳細は下記）。
各メンバーより絶大な信頼を得ており、演奏・編曲の腕前から「ゴッドハンド」の別名を持つ。ライヴにおいては、普段のクールなキャラクターとは対照的に、パフォーマンスとして激しいキーボード演奏を行う。その結果、度がすぎてしまい、キーボードを壊してしまったなどのエピソードを持つ。愛内里菜や倉木麻衣、ZARD等のバックバンドにも時々参加する。かつて、GIZAクリエイターズスクール（後のギザミュージックスクール）の講師を務めていた。趣味はサングラス収集。幼少期に少しだけエレクトーンを習っていた。耳で覚えるタイプだった為、譜面を見ずに弾いて先生に怒られていた。

## 略歴
- 1994年 - DEENの1stアルバム「DEEN」で、「Keep on Dancin'」の作曲、「恋が突然よみがえる」の編曲を手がける。DEENファンクラブ「DEEIM」のVOL.1号でサポートメンバーとして写真付で紹介とコメントが掲載されている。
- 1999年8月31日にぱしふぃっくびいなすで行われたZARD船上ライブ「LIVE AT THE PACIFIC VENUS」のライブアレンジを担当する。
- 1999年 - GARNET CROWを結成。ほとんどの編曲を手がける。作詞は全てAZUKI七、作曲は全て中村由利が行う。
- 1999年12月4日、GARNET CROWがミニアルバム『first kaleidscope 〜君の家に着くまでずっと走ってゆく〜』でインディーズデビュー。
- 2000年3月29日、GARNET CROWがシングル「Mysterious Eyes」「君の家に着くまでずっと走ってゆく」でメジャーデビュー。
- 2004年、 ZARD初の全国ツアー「What a beautiful moment Tour」にキーボードで参加。
- 2013年6月9日、GARNET CROWが解散。
- 2013年7月-8月 - 大田紳一郎（doa）のソロライブ「Singin' man's "The Bandwagon" 2013」にゲスト出演する。
- 2013年11月発売のDEEN『もう泣かないで』の編曲を担当。GARNET CROW解散後初の編曲担当曲となる。
- 2016年2月にTwitterを始める。
- 2016年5月21日、ZARDの25周年ライブ「What a beautiful memory ～25th Anniversary～」大阪公演にゲスト出演。
- 2016年5月29日、Zepp Tokyoで開催された TOKI（C4）とTAKURO（GLAY）による音楽プロジェクト"STEALTH"（ステルス）のライブ「My Dear Alstromeria」にキーボードで参加。
- 2018年、ビーイングを独立し新たにALPHA REGARDを結成。2019年6月30日にトーク＆ミニライブを開催した。
- 2023年5月1日、ALPHA REGARDの1stアルバム「SCARLET」の配信開始。

## アルバム
- imagination （2006年3月15日）
  - BGV.JP、iTunes Music Store、moraにおける音楽配信（ダウンロード販売）のみ。GARNET CROWの「籟・来・也」がテーマソングとして使用されたドキュメンタリー番組、「古代発掘ミステリー 秘境アマゾン巨大文明 〜大発見! 紀元前の遺跡…大地を改造した幻の民族〜」（TBS系全国ネット）のサウンドトラックで、全曲インストゥルメンタルである。「籟・来・也」を独自にアレンジした、「籟・来・也 〜Andes Ver〜」も収録。

## 楽曲提供

### 作曲・編曲
- 白石桔梗（現：白石乃梨）「again」（白石との共同作曲、中沢昭宏との共同編曲）

### 作曲
- DEEN「Keep on Dancin'」（山根公路との共同作曲）
- 上木彩矢「Always」

### 編曲
- 愛内里菜「MISS YOU」「夏の幻」
- 愛内里菜&三枝夕夏「100もの扉」（読売テレビ・日本テレビ系アニメ『名探偵コナン』10周年記念オープニングテーマ）
- Amusement Parks「GIRLS ON THE BEACH」
- 岩田さゆり「空色の猫」（作詞はAZUKI七、作曲は中村由利と、GARNET CROWと同じ形態で提供し、GARNET CROWが2005年10月26日に発売したベストアルバム『Best』にてセルフカバーしている。）
- 植田真梨恵「旋回呪文」
- 上原あずみ「Solitude」
- 宇徳敬子「Wooo Baby」
- Caos Caos Caos「Let's Go」
- 上木彩矢「Amaze -迷宮-」
- Gulliver Get『episode 〜桜の木の下で〜』
- 北原愛子「Hands up!!」「もう心揺れたりしないで」「恋の引力」「その笑顔よ 永遠に」
- 倉木麻衣「What I feel」
- GRASS ARCADE「いつかこの道の果てまで」「Butterfly」「BRAVE」
- grram「旅立ちの朝に」
- 小松未歩「謎」「輝ける星」「願い事ひとつだけ」「anybody's game」「チャンス」など多数（デビュー当時はほぼ全ての編曲を担当した）。
- さぁさ「グッナイ」「VOICE」「幸せのコラージュ」「Under_Line」
- ZARD「新しいドア〜冬のひまわり〜」「この涙 星になれ」など
- 三枝夕夏 IN db「君の愛に包まれて痛い」「愛のワナ」「Fall in Love」「Everybody Jump」など
- 白石乃梨「涙あふれた…（中沢昭宏との共同編曲）」「どうしてこんなに」「Long my way」
- the★tambourines「easy game」「yesterday is over」「anyway」「call me, call me」「star」など
- sweet velvet「I JUST FEEL SO LOVE AGAIN〜そばにいるだけで〜」「After All」「STAY」「flame of love」「Lazy drive」
- 辻尾有紗「青い空に出逢えた」「なつのにおい」
- 高岡亜衣「You gone」
- 竹井詩織里「新しい季節」「パズル」
- DEEN「未来のために」「ひとりじゃない」「SUNSHINE ON SUMMER TIME」「遠い遠い未来へ」「もう泣かないで」
- Fayray「Baby if,」
- 松永安未「You Can't Hurry Love」
- 松橋未樹「Secret place」「Peaceful night」
- MANISH「It's so Natural」「イラナイ」「風」「気まぐれな空」「さよならLazy Days」など
- moca「紫陽花」
- 柳原愛子「瞳を閉じたなら」
- 山口裕加里「空」
- 吉田知加「旦那さんへ 〜日ごろの感謝を込めて〜」「月に祈りを」
- rumania montevideo「All by myself」「start all over again」「TAXI」「tender rain」「free」など
- 蓮花「rebirth」「Melody of Memory 」
- WAG「DAWN」「Don't Think Twice, It's All Right」「Don't pass me by」「Free Magic」

#### 共同編曲
- 宇徳敬子
  - 池田大介、UK Projectとの共同編曲「あなたが世界一」
  - UK Projectとの共同編曲「愛の戦士〜I'm a fighter〜」「YEAI YEAI」
- ZARD
  - 岡本仁志との共同編曲「Hyponosis」
  - 徳永暁人、シオジリケンジとの共同編曲「世界はきっと未来の中」
  - 綿貫正顕との共同編曲「MIND GAMES」
- the★tambourines
  - the★tambourinesとの共同編曲「hijack brandnew days」「真夜中気付いたfunny love」
- rumania montevideo
  - 三好誠との共同編曲「I can't help but hold you tight」「a walk shaded by apple tree」「Another day is yet to be」「Anny」「yesterday」など多数

## レコーディング参加
- 小松未歩　「さよならのかけら」、「最短距離で」、「風がそよぐ場所」、「小松未歩 3rd 〜everywhere〜」
- ZARD 「永遠」
- sweet velvet「I JUST FEEL SO LOVE AGAIN〜そばにいるだけで〜」
- rumania montevideo　「Still for your love」、「デジタル・ミュージック・パワー」など多数
- WANDS　「Same Side」、「WORST CRIME〜About a rock star who was a swindler〜」
- WAG　「WAG」

## 関連書籍
- GARNET CROW『GARNET CROW photoscope 2005 〜5th Anniversary〜』、株式会社ジェイロックマガジン社、2005年1月21日(ISBN 4-916019-41-5 C0073)。